# توالت قطار
بیشتر قطار مسافری (فواصل متوسط و بلند) توالت مخصوص خود را دارند. توالت قطار در انتهای هر واگن تعبیه شده‌است. بعضی از قطارها ممکن است دارای محفظهٔ .....کمپوست باشند تا پیش از آزاد کردن محتوای خود در روی ریل، با استفاده از کلرین آن را تجزیه کنند. سیستم تخلیهٔ توالت قطار تقریباً مانند هواپیما است.

## نگارخانه

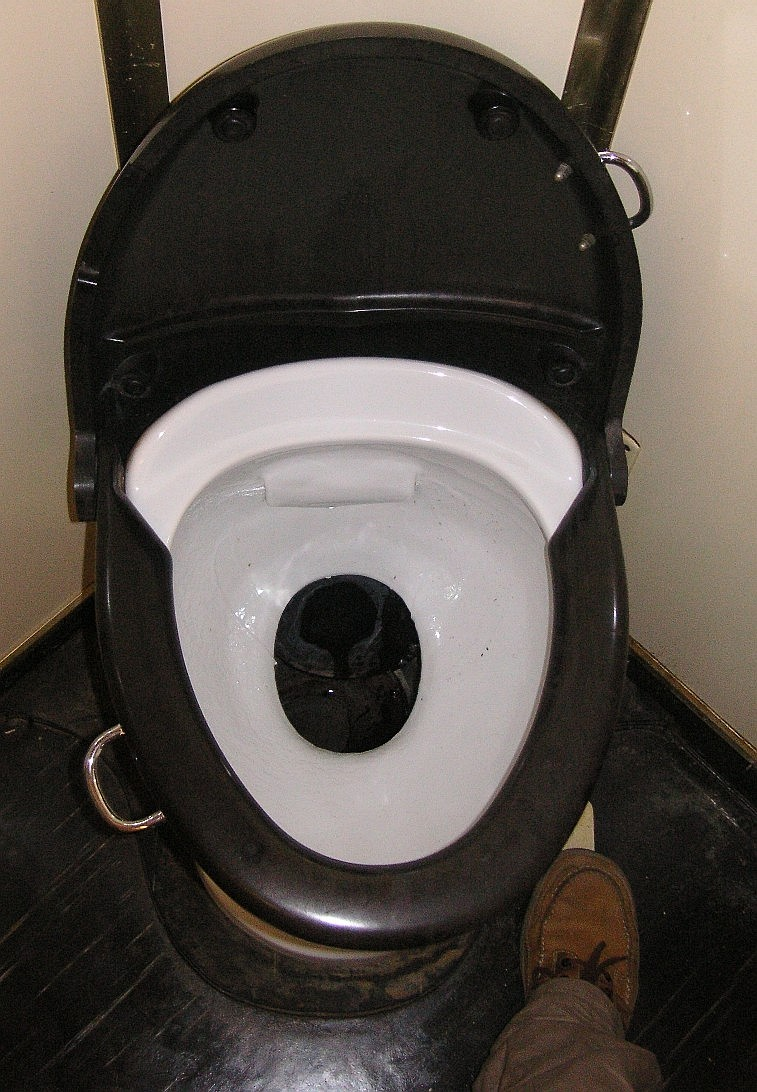
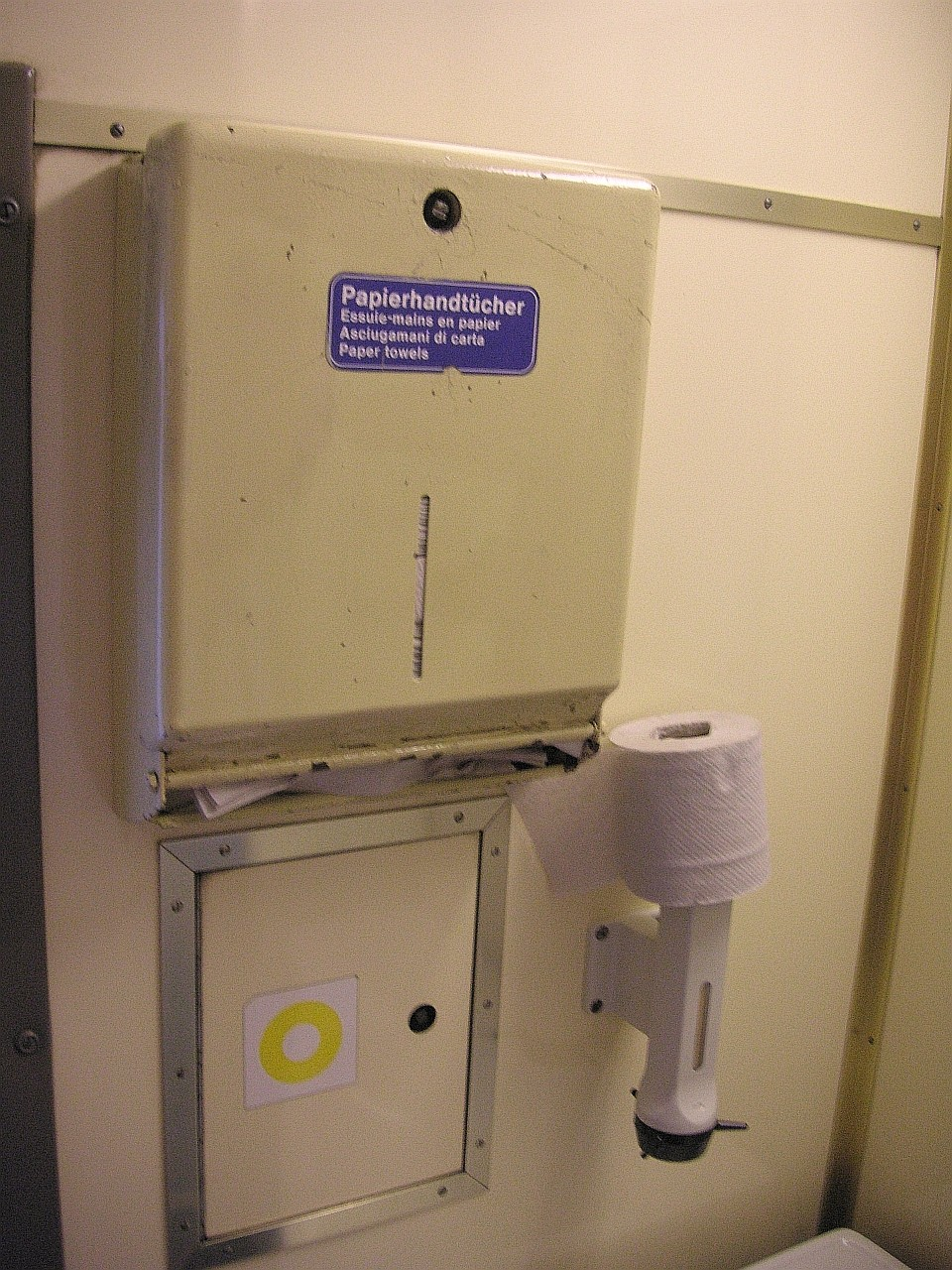
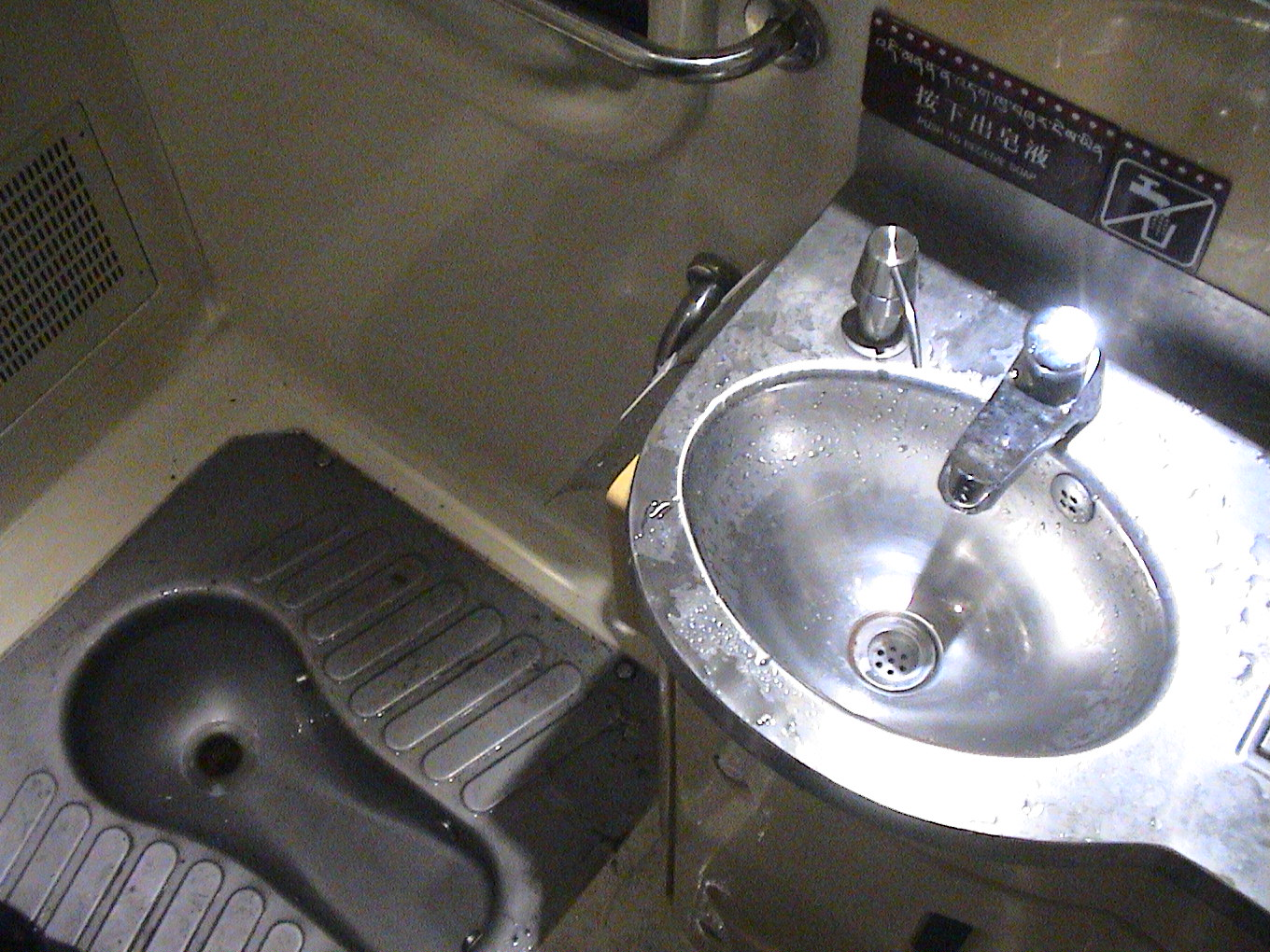
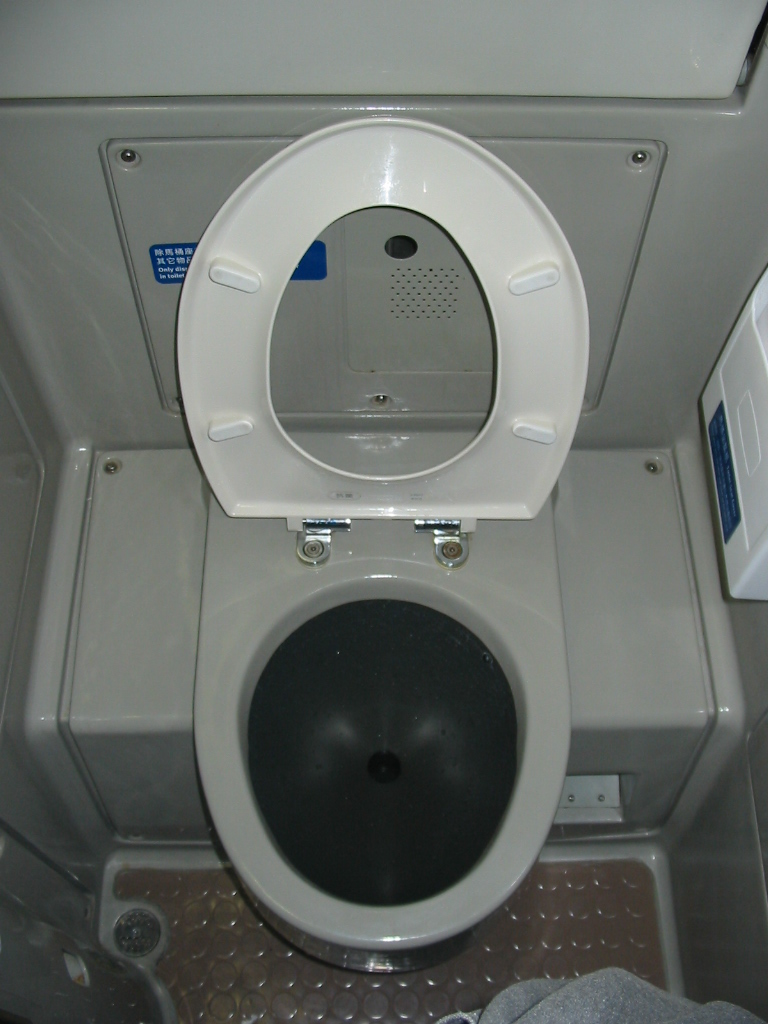
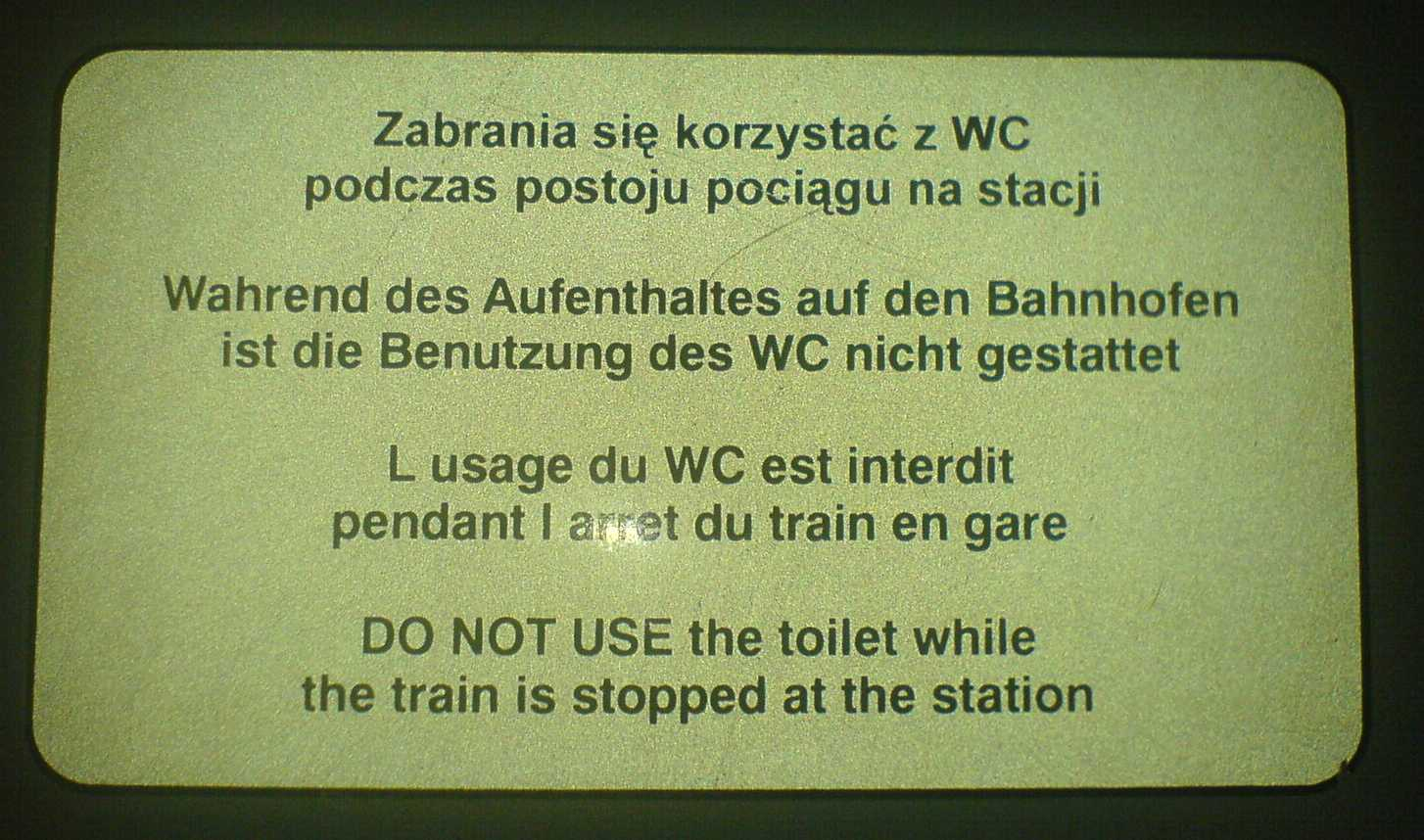